# Cernina
Cernina este o comună slovacă, aflată în districtul Svidník din regiunea Prešov. Localitatea se află la altitudinea de 326 m deasupra n.m., se întinde pe o suprafață de 13,1 km2 și în 2017 număra 596 de locuitori.

## Istoric
Localitatea Cernina este atestată documentar din 1414.

## Demografie
| An:                | 1994 | 2004   | 2014   | 2024   |
| ------------------ | ---- | ------ | ------ | ------ |
| Număr de persoane: | 605  | 588    | 586    | 573    |
| Diferență:         |      | −2,80% | −0,34% | −2,21% |

| An:                | 2023 | 2024   |
| ------------------ | ---- | ------ |
| Număr de persoane: | 579  | 573    |
| Diferență:         |      | −1,03% |